# شلومو ارل
شلومو ارل (انگلیسی: Shlomo Erell; ۲۰ نوامبر ۱۹۲۰ – ۲۰ نوامبر ۲۰۱۸) سرلشکر نیروهای دفاعی اسرائیل بود، که در فاصله سال‌های ۱۹۶۶ تا ۱۹۶۸ به‌عنوان هفتمین فرمانده نیروی دریایی اسرائیل بود.

## زندگی
ارل در سال ۱۹۲۰ در لهستان زاده شد و در سال ۱۹۲۶ توسط والدینش به فلسطین تحت قیمومیت برده شد. خانواده‌اش به پتح تیکوا نقل مکان کردند، اما سرانجام در تل‌آویو ساکن شدند. در جوانی، او عضو جنبش جوانان بتار بود.

## شغل
با شروع جنگ جهانی دوم، ارل به نیروی تفنگداران دریایی تجاری بریتانیا پیوست. در ژانویه ۱۹۴۱، کشتی او توسط اژدر یک زیردریایی آلمانی غرق شد. ارل نجات یافت و پس از بهبودی، به نیروی دریایی بازگشت. پس از جنگ، او با درجه کاپیتانی از نیروی دریایی مرخص شد. با شروع جنگ اعراب و اسرائیل در سال ۱۹۴۸، شلومو ارل به نیروی دریایی اسرائیل پیوست و کاپیتان کشتی نیروی دریایی پالماخ شد. پالماخ به خاطر عملیات‌های بسیاری در سینا و لبنان شناخته شد.
پس از جنگ، ارل به عنوان افسر ارتش اسرائیل به کار خود ادامه داد. او سمت‌های زیادی از جمله وابسته نظامی ارتش اسرائیل در سفارت اسرائیل در ایتالیا و فرمانده کشتی‌های موشک‌انداز نیروی دریایی اسرائیل را بر عهده داشت. در ژانویه ۱۹۶۶، ارل به درجه آلوف (سرلشکر) ارتقا یافت و فرمانده نیروی دریایی اسرائیل شد. در سال ۱۹۶۸، او از سمت خود به عنوان فرمانده نیروی دریایی اسرائیل استعفا داد و از ارتش اسرائیل بازنشسته شد.
پس از بازنشستگی، ارل مدرک کارشناسی ارشد خود را در رشته مدیریت از دانشگاه کلمبیا دریافت کرد. در دهه ۱۹۷۰، او عضو حزب لیکود شد و هر از گاهی توسط رهبران اسرائیل به عنوان مشاور مسائل دریایی به کار گرفته می‌شد.